# Heres
Heres é um município da Venezuela localizado no estado de Bolívar. A capital do município é a cidade de Ciudad Bolívar.